# Три мушкетёра (кинодилогия)
«Три мушкетёра» (фр. Les Trois Mousquetaires) — французская историко-приключенческая кинодилогия режиссёра Мартена Бурбулона, снятая по мотивам одноимённого романа Александра Дюма. Главные роли в ней сыграли Франсуа Сивиль, Ева Грин и Венсан Кассель. Дилогия включает фильмы «Три мушкетёра: Д’Артаньян» и «Три мушкетёра: Миледи», вышедшие в прокат в апреле и декабре 2023 года соответственно.

## Сюжет
Часть 1: Д’Артаньян
Д’Артаньян, энергичный молодой гасконец, оставлен умирать после попытки спасти молодую женщину от похищения. Когда он прибывает в Париж и всеми силами пытается найти своих нападавших, он даже не подозревает, что его поиски приведут в самое сердце настоящей войны, где на карту поставлено будущее Франции. Объединившись с Атосом, Портосом и Арамисом, тремя мушкетёрами короля, д’Артаньян сталкивается с темными махинациями кардинала Ришелье. Но именно тогда, когда он безумно влюбляется в Констанцию Бонасье, наперсницу королевы, он по-настоящему подвергает себя опасности, так как именно эта страсть ведет его по следу той, кто становится его смертельным врагом — Миледи Винтер.
Часть 2: Миледи
Констанция похищена на глазах д’Артаньяна. В отчаянном стремлении спасти ее молодой мушкетер вынужден объединить усилия с миледи Винтер. Но когда война объявлена и Атос, Портос и Арамис уже ушли на фронт, ужасная тайна из прошлого разрушает все старые союзы. По мере того как король все больше и больше попадает под контроль кардинала Ришелье, д’Артаньян и мушкетеры становятся последними бастионами перед хаосом. Их, втянутых в заговор, который угрожает предать страну огню и мечу, судьба ставит перед ужасным вопросом: придется ли им пожертвовать теми, кого они любят, чтобы завершить свою миссию?

## В ролях
- Франсуа Сивиль — д’Артаньян
- Ева Грин — Миледи Винтер
- Венсан Кассель — Атос
- Ромен Дюрис — Арамис
- Пио Мармай — Портос
- Луи Гаррель — Людовик XIII
- Вики Крипс — Анна Австрийская
- Эрик Руф — кардинал Ришелье
- Лина Кудри — Констанция Бонасье
- Джейкоб Форчун-Ллойд — герцог Бекингем
- Марк Барбе — де Тревиль
- Джеймс Флинн — палач

## Производство
О начале работы над дилогией стало известно в феврале 2021 года. Производством занялась французская компания Pathe. Бюджет составил 60 миллионов евро, режиссёром стал Мартен Бурбулон, сценарий написали Матье Делапорт и Александр де Ла Пательер. Права на показ картины купили французские каналы M6, OCS и Canal Plus, кинокомпании Constantin Film в Германии и DeAPlaneta в Испании. Съёмки начались летом 2021 года.
Проект включает фильмы «Три мушкетёра: Д’Артаньян» и «Три мушкетёра: Миледи», которые снимались параллельно. Первая часть вышла в прокат 5 апреля 2023 года, вторая — 13 декабря 2023 года.